# Собор Святої Трійці (Сянок)
49°33′46″ пн. ш. 22°12′29″ сх. д. / 49.562766° пн. ш. 22.207999° сх. д.
Собор Святої Трійці (pol. Sobór św. Trójcy), раніше Зішестя Св. Духа — православна церква в Сяноці, належить до Православної церкви Польщі.

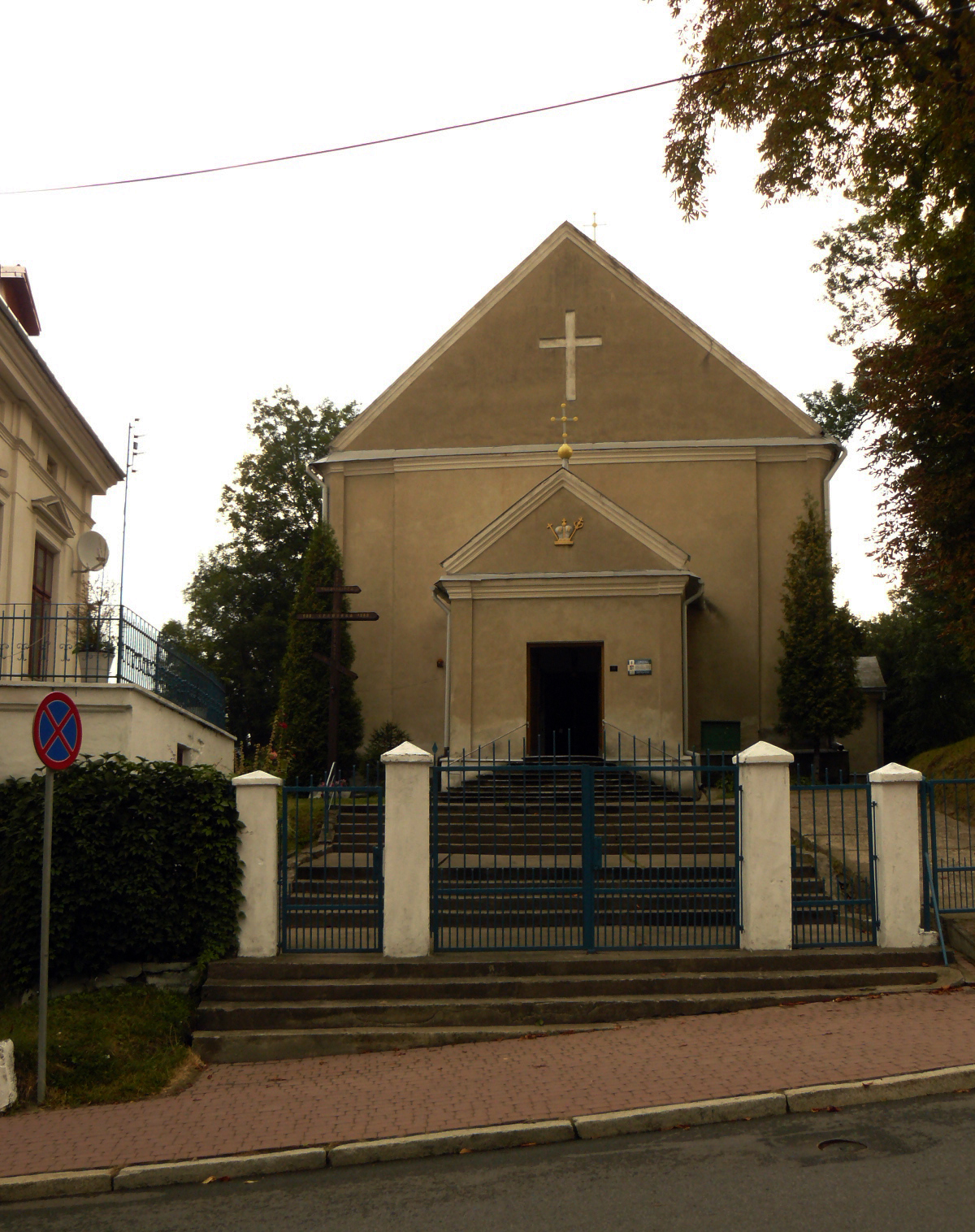
Собор Святої Трійці

## Історія
Перша згадка про церкву на цьому місці відноситься до середини XVI ст. Спочатку церква була православною, потім греко-католицькою. У 1784—1789 рр. було збудовано нову кам'яну будівлю у вигляді, який зберігся досі. Головну частину вірян складали лемки-греко-католики, що мешкали у Сяноку. Але внаслідок руху за перехід лемків на православ'я, що набув значного масштабу в 1920-ті роки, у місті знов виникла православна громада, і в церкві почали проводити православні служби крім греко-католицьких.
У 1946 році, внаслідок заборони діяльності греко-католицької церкви в ПНР, церкву було передано під юрисдикцію Польської православної церкви.

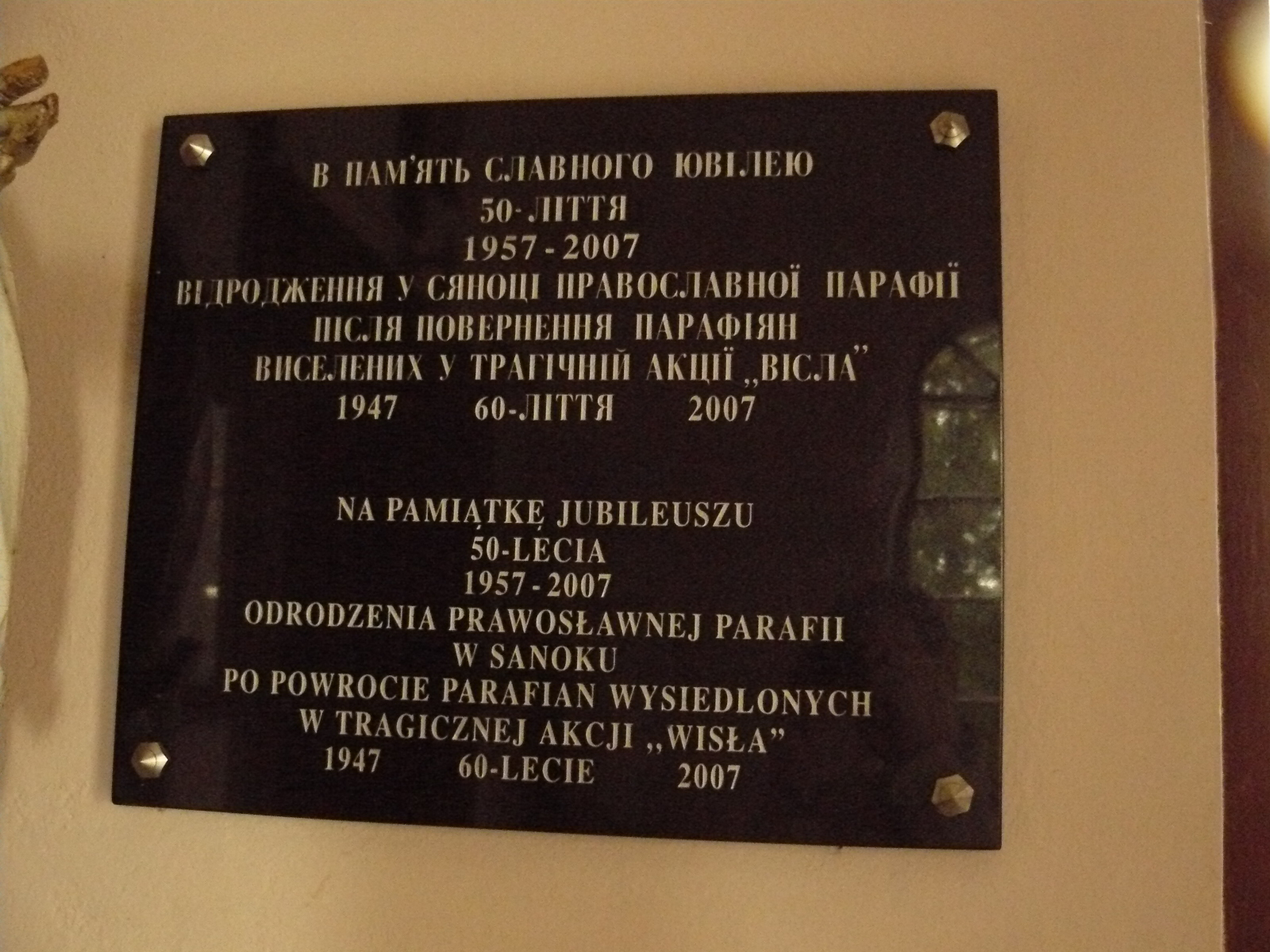
Пам'ятний знак на Соборі Святої Трійці

## Вигляд
Крім головного вівтаря церква має два бічних вівтарі та дзвіницю. На вході встановлено пам'ятну дошку на честь відродження православної єпархії в місті після повернення парафіян, виселених під час операції «Вісла».